# العلاقات الساموية الغامبية
العلاقات الساموية الغامبية هي العلاقات الثنائية التي تجمع بين ساموا وغامبيا.

## مقارنة بين البلدين
هذه مقارنة عامة ومرجعية للدولتين:
| وجه المقارنة                                              | ساموا                        | غامبيا       |
| --------------------------------------------------------- | ---------------------------- | ------------ |
| المساحة (كم2)                                             | 2.84 ألف                     | 11.30 ألف    |
| عدد السكان (نسمة)                                         | 196.44 ألف                   | 2.10 مليون   |
| الكثافة السكانية (ن./كم²)                                 | 69.17                        | 185.84       |
| العاصمة                                                   | أبيا                         | بانجول       |
| اللغة الرسمية                                             | لغة إنجليزية، اللغة الساموية | لغة إنجليزية |
| العملة                                                    | تالا ساموي                   | دالاسي غامبي |
| الناتج المحلي الإجمالي (بليون دولار)                      | 856.63 مليون                 | 1.01 مليار   |
| الناتج المحلي الإجمالي (تعادل القوة الشرائية) بليون دولار | 1.15 مليار                   | 3.34 مليار   |
| الناتج المحلي الإجمالي الاسمي للفرد دولار أمريكي          | 3.94 ألف                     | 471          |
| الناتج المحلي الإجمالي للفرد دولار أمريكي                 | 5.79 ألف                     |              |
| مؤشر التنمية البشرية                                      | 0.702                        | 0.441        |
| رمز المكالمات الدولي                                      | +685                         | +220         |
| رمز الإنترنت                                              | .ws                          | .gm          |
| المنطقة الزمنية                                           | ت ع م+13:00                  | 00           |

## منظمات دولية مشتركة
يشترك البلدان في عضوية مجموعة من المنظمات الدولية، منها:
| علم المنظمة | اسم المنظمة                                                | تاريخ انضمام ساموا | تاريخ انضمام غامبيا |
| ----------- | ---------------------------------------------------------- | ------------------ | ------------------- |
|             | مؤسسة التنمية الدولية                                      | 28 يونيو 1974      | 18 أكتوبر 1967      |
|             | يونسكو                                                     | 3 أبريل 1981       | 1 أغسطس 1973        |
|             | مؤسسة التمويل الدولية                                      | 28 يونيو 1974      | 19 سبتمبر 1983      |
|             | منظمة حظر الأسلحة الكيميائية                               | ?                  | ?                   |
|             | الأمم المتحدة                                              | 15 ديسمبر 1976     | 21 سبتمبر 1965      |
|             | الاتحاد الدولي للاتصالات                                   | 7 أكتوبر 1988      | 27 مايو 1974        |
|             | منظمة الشرطة الجنائية الدولية                              | ?                  | ?                   |
|             | البنك الدولي للإنشاء والتعمير                              | 28 يونيو 1974      | 18 أكتوبر 1967      |
|             | الاتحاد البريدي العالمي                                    | ?                  | ?                   |
|             | المركز الدولي لتسوية المنازعات الاستشارية                  | 25 مايو 1978       | 26 يناير 1975       |
|             | وكالة ضمان الاستثمار متعدد الأطراف                         | 27 سبتمبر 2002     | 11 سبتمبر 1992      |
|             | مجموعة دول أفريقيا والكاريبي والمحيط الهادئ                | ?                  | ?                   |
|             | العملية المشتركة للاتحاد الأفريقي والأمم المتحدة في دارفور | ?                  | ?                   |
|             | منظمة التجارة العالمية                                     | ?                  | ?                   |
|             | دول الكومنولث                                              | ?                  | 1965                |

## وصلات خارجية
- موقع وزارة الخارجية الغامبية